# Even (Vorname)
Even ist ein männlicher Vorname.

## Herkunft und Bedeutung
Even leitet sich von dem altnordischen Eyvindr ab. Andere Varianten sind Eivind, Øivind, Øyvind sowie Ejvind (im Dänischen) und Eyvindur (im Isländischen).
Es ist anzunehmen, dass der Name sich aus den urnordischen Begriffen auja ‚Glück‘ und winduR ‚Gewinner‘ zusammensetzt.

## Verbreitung
Der Vorname Even ist vor allem in Norwegen verbreitet. Insbesondere seit den 1980er Jahren ist die Beliebtheit des Namens dort stark gestiegen. Seit 1984 befindet er sich in den Top-100, seit 2008 liegt der Name sogar stets in den Top-50. Im Jahr 2023 belegte er den 27. Rang. In den anderen nordischen Ländern Dänemark und Schweden ist er hingegen nur mäßig beliebt.
Even wird in Deutschland seit 2005 fast jedes Jahr vergeben, von 2010 bis 2022 etwa 190 Mal. In der Schweiz ist er seit der Jahrtausendwende jährlich in den Hitlisten vertreten. 241 Jungen tragen dort diesen Namen (Stand 2023). Der Name wird in Österreich seit 2007 in der Namensgebung berücksichtigt, bis 2023 wurde er für acht Jungen vergeben.
In Frankreich kommt der Name seit Mitte der 1980er Jahre regelmäßig in der Namensgebung vor. Von 1930 bis 2022 wurde er etwa 1.500 Mal gewählt. Seine Vergabe ist auch in Belgien, England und Nordirland nachgewiesen. In den USA und Kanada taucht er seit Anfang der 1980er Jahre fast jährlich in den Hitlisten auf, er ist aber nicht stark verbreitet.

## Namenstag
Als Namenstag wird in Norwegen der 26. August gefeiert.

## Bekannte Namensträger
- Even Hovland (* 1989), norwegischer Fußballspieler
- Even Johansen (* 1970), norwegischer Musiker
- Even Pellerud (* 1953), norwegischer Fußballtrainer und ehemaliger -spieler
- Even Ulving (1863–1952), norwegischer Maler
- Even Wetten (* 1982), norwegischer Eisschnellläufer